# Église Sant'Agata dei Goti
Pour les articles homonymes, voir Église Sainte-Agathe.
L'église Sant'Agata dei Goti (en français : église Sainte-Agathe-des-Goths) est une église romaine située dans le rione de Monti dans la Via Mazzarino. Elle est dédiée à Agathe de Catane.

## Historique
La première église est érigée au Ve siècle vers 460 par Ricimer, un général romain d'origine goth. En 593, le pape Grégoire Ier la restructure et la consacre au culte catholique. Après une première restauration au IXe siècle, l'église est allouée au moines bénédictins qui lui annexent un couvent. L'abside s'effondre en 1589 et l'église est partiellement restaurée en 1633, époque de l'ajout d'une cour à l'avant du bâtiment. Une nouvelle façade est construite en 1729 sur les plans de Francesco Ferrari. De 1836 à 1926, l'église était administrée par le Collège irlandais, puis elle fut ensuite allouée aux stigmatins.
L'église abrite depuis le VIIIe siècle le titre cardinalice de Sant'Agata dei Goti.

## Architecture et décorations

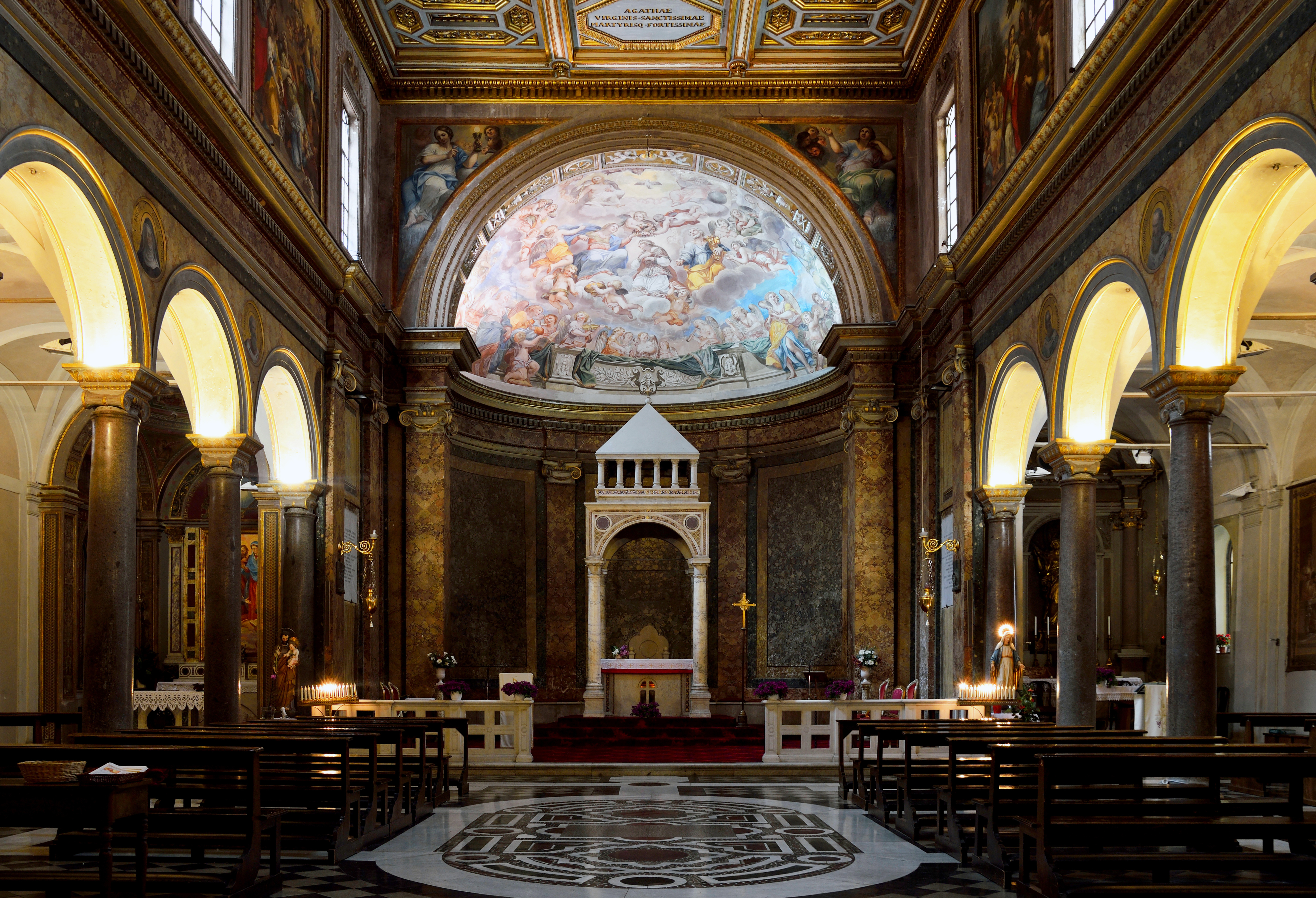
Vue intérieure de l'église avec le maître-autel et sa canopée

La façade actuelle date de 1729 et est l'œuvre de l'architecte Francesco Ferrari. Elle présente un médaillon au-dessus de la porte représentant Agathe servant ses seins sur un plateau, reprenant ainsi l'iconographie de son martyre. Le campanile de style roman date du XIIe siècle. Bien que le style dominant de l'église soit le style baroque, quelques traces du plan de l'église du VIe siècle sont encore visibles, comme la triple nef séparée par des colonnes datant de cette époque.
L'abside est décorée de fresques du XVIIe siècle représentant la Gloire de sainte Agathe par Paolo Gismondi (en). La canopée en marbre de pavonazetto et décorée de mosaïques de style cosmatesque datant des XIIe siècle et XIIIe siècle a été remontée en 1933. Le dallage de l'église est aussi dans ce style.
Ricimer (ca. 405-472) et l'humaniste grec Janus Lascaris (1445-1535) sont enterrés dans l'église